# Johannes Eggestein
Johannes Eggestein (Hannover, 1998. május 8. –) német utánpótlás-válogatott labdarúgó, az Austria Wien játékosa.

## Statisztika
2018. május 27-i állapot szerint.
| Klub          | Szezon   | Bajnokság | Bajnokság | Kupa  | Kupa | Nemzetközi | Nemzetközi | Összesen | Összesen |
| Klub          | Szezon   | Mérk.     | Gól       | Mérk. | Gól  | Mérk.      | Gól        | Mérk.    | Gól      |
| ------------- | -------- | --------- | --------- | ----- | ---- | ---------- | ---------- | -------- | -------- |
| Werder Bremen | 2016–17  | 0         | 0         | 1     | 0    | –          | –          | 1        | 0        |
| Werder Bremen | 2017–18  | 7         | 0         | 1     | 0    | –          | –          | 8        | 0        |
| Werder Bremen | 2018–19  | 23        | 4         | 5     | 1    | –          | –          | 28       | 5        |
| Werder Bremen | Összesen | 30        | 4         | 7     | 1    | 0          | 0          | 37       | 5        |
| Összesen      | Összesen | 30        | 4         | 7     | 1    | 0          | 0          | 37       | 5        |

## Család
Testvére, Maximilian Eggestein a Freiburg labdarúgója. Édesapja, Karl Eggestein edző volt.